# 8. tisočletje pr. n. št.
- Poljedelstvo se je razširilo po Anatoliji in Rodovitnem polmesecu. Živinoreja se je razširila po Afriki in Evraziji. Prebivalstvo je obsegalo nekaj, mogoče 5 milijonov ljudi.
- V neolitski naselbini v bližini Şanlıurfe v jugovzhodni Turčiji je bil zgrajen je tempelj Nevali Cori, ki je danes zaradi Atatürkovega jezu poplavljen